# Dentaspis globosa
Dentaspis globosa är en insektsart som först beskrevs av Charles Kimberlin Brain 1919.  Dentaspis globosa ingår i släktet Dentaspis och familjen pansarsköldlöss. Inga underarter finns listade i Catalogue of Life.